# Verherrlichung der Jungfrau (Notre-Dame-en-Vaux)

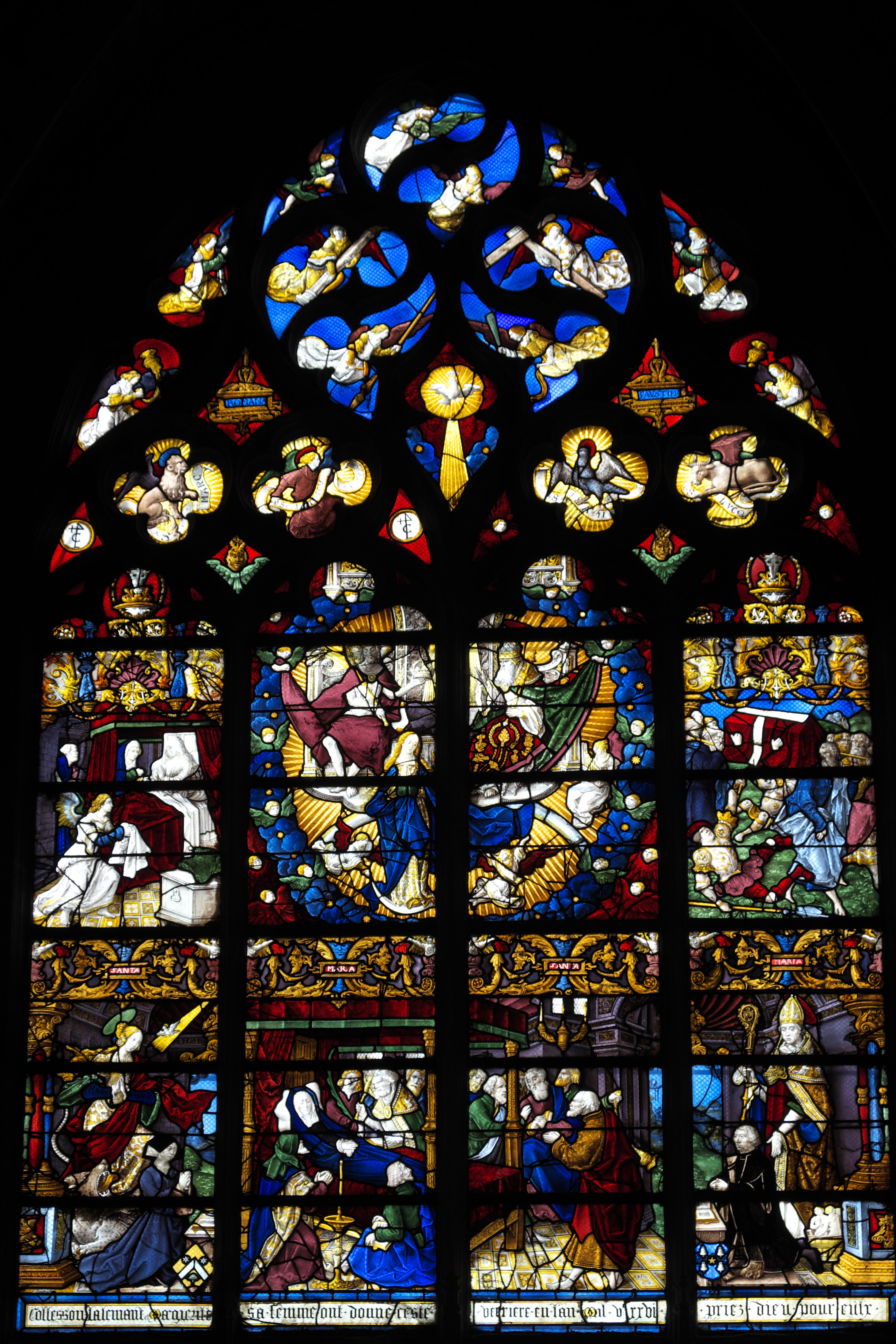
Fenster Verherrlichung der Jungfrau

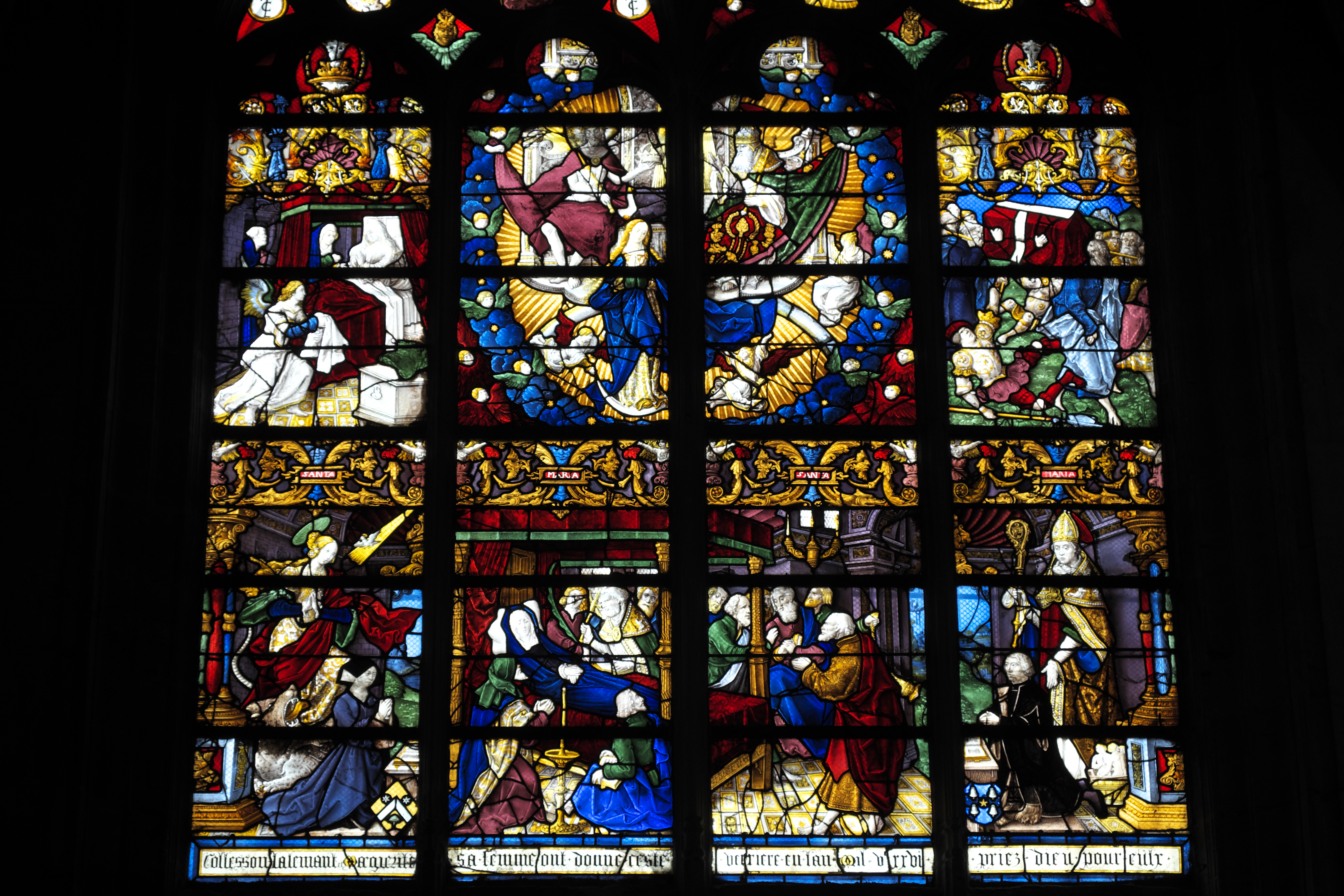
Ausschnitt mit Szenen Marientod und Himmelfahrt

Das Bleiglasfenster Verherrlichung der Jungfrau in der Kirche Notre-Dame-en-Vaux in Châlons-en-Champagne, einer französischen Stadt in der Region Grand Est, wurde um 1525 geschaffen. Das Renaissancefenster ist seit 1840 als Monument historique klassifiziert.

## Geschichte
Das Fenster wurde von Nicolas Lallement und seiner Frau Marguerite aus Châlons-en-Champagne gestiftet. Bis zur Restaurierung des Fensters im Jahr 1901 war das Datum der Stiftung, das Jahr 1526, noch im Fenster zu sehen.

## Beschreibung
Das Bleiglasfenster wurde von Mathieu Bléville geschaffen, der auch weitere Fenster der Kirche Notre-Dame schuf. Das Fenster Nr. 25 (nach dem Schema von Corpus Vitrearum Medii Aevi) wurde von dem Zyklus Albrecht Dürers Das Marienleben (1510) inspiriert. In der Mittelachse ist unten der Tod Marias, darüber zentral ihre Himmelfahrt und Krönung dargestellt. Diese Hauptszene wird flankiert von Mariä Geburt (links) und dem Leichenzug Marias (rechts), bei dem laut Legende ungläubige Juden erblindeten und einige, die sich bekehrten, von den Aposteln wieder sehend gemacht wurden.
Links unten sind kniend die Stifterin mit der heiligen Margareta und rechts außen der Stifter mit dem heiligen Nikolaus (die jeweiligen Namenspatrone) zu sehen.
Im Maßwerk sind die Symbole der vier Evangelisten und Engel mit den Leidenswerkzeugen zu sehen.

## Weitere Fenster in derselben Kirche
- Schlacht von Clavijo (Notre-Dame-en-Vaux)
- Leben der Jungfrau (Notre-Dame-en-Vaux)
- Geburt Jesu (Notre-Dame-en-Vaux)
- Kreuzabnahme (Notre-Dame-en-Vaux)

## Vortrag
- Images et décors : Mathieu Bléville, peintre verrier de Saint-Quentin – Michel Herold Université de Picardie Jules Verne – Colloque Trame – Picardie Flamboyante du 21/11/2012 au 23/11/2012